# أندرياس كيير
أندرياس كيير هو سياسي نرويجي، ولد في 31 مارس 1881، وتوفي في 1973. نشط حزبياً في حزب المحافظين. وقد انتخب عضو برلمان النرويج ‏ عن دائرة Market towns of Vest-Agder and Rogaland counties ‏ وقد انضم خلال فترته النيابية ‏ (1937 – 1945) للكتلة البرلمانية حزب المحافظين وانتخب نائب عضو برلمان النرويج ‏ عن دائرة Market towns of Vest-Agder and Rogaland counties ‏ وقد انضم خلال فترته النيابية ‏ (1934 – 1936) للكتلة البرلمانية حزب المحافظين وانتخب عضو برلمان النرويج ‏ عن دائرة Market towns of Vest-Agder and Rogaland counties ‏ وقد انضم خلال فترته النيابية ‏ (1931 – 1933) للكتلة البرلمانية حزب المحافظين.